# Happy Chandler
Albert Benjamin "Happy" Chandler, född den 14 juli 1898 i Corydon i Kentucky, död den 15 juni 1991 i Versailles i Kentucky, var en amerikansk demokratisk politiker och idrottsledare. Han representerade delstaten Kentucky i USA:s senat 1939–1945. Han var guvernör i Kentucky 1935–1939 och 1955–1959. Hans kampanjslogan i guvernörsvalet 1955 var "Be Like Your Pappy and Vote for Happy". Chandler var basebollkommissarie (commissioner), högsta chef för Major League Baseball (MLB), 1945–1951. Han blev 1982 invald i National Baseball Hall of Fame.

## Akademisk och politisk karriär
Chandler tjänstgjorde i USA:s armé 1918–1919. Han utexaminerades 1921 från Transylvania University. Han studerade 1921–1922 vid Harvard Law School och återvände sedan till Kentucky. Han avlade 1924 juristexamen vid University of Kentucky. Han var ledamot av delstatens senat 1930–1931 och viceguvernör i Kentucky 1931–1935.
Chandler efterträdde 1935 Ruby Laffoon som guvernör. Han efterträddes 1939 av Keen Johnson. Senator M.M. Logan avled 1939 i ämbetet och efterträddes av Chandler. Han efterträddes 1945 som senator av William A. Stanfill.
Många demokrater i Kentucky var missnöjda med att Chandler hade 1948 stött Strom Thurmond istället för partiets officiella kandidat Harry S. Truman. Ändå lyckades Chandler göra comeback och vinna guvernörsvalet i Kentucky 1955. Som guvernör agerade han emot rassegreringen och skickade nationalgardet och polisen för att integrera två offentliga skolor år 1956. Chandler efterträddes 1959 som guvernör av Bert Combs.

## Basebollkommissarie
Basebollkommissarien Kenesaw Mountain Landis avled den 25 november 1944. Chandler tillträdde 1945 som ny kommissarie och blev känd som the players' commissioner i och med att han visade förståelse för spelarnas intressen. Han tog de första stegen för att få svarta och vita spelare att spela tillsammans i MLB. Tidigare hade inte svarta spelare kunnat spela för en klubb i MLB. 1947 fick sedan Jackie Robinson spela för Brooklyn Dodgers. De övriga cheferna i MLB var emot svarta spelare och Chandler blev inte omvald 1951. Även om Chandler ville ge svarta spelare en chans i baseboll, stödde han ändå dixiekraten Strom Thurmond i presidentvalet i USA 1948. Thurmond var känd som en förespråkare för rassegregeringen.

## På äldre dagar
Chandler skrev sin självbiografi tillsammans med Vance H. Trimble. Boken utkom år 1989 med titeln Heroes, Plain Folks and Skunks: The Life and Times of Happy Chandler. Han gravsattes på Pigsah Church Cemetery i Versailles, Kentucky. Sonsonen Albert Benjamin Chandler III, känd som Ben Chandler, var ledamot av USA:s representanthus 2004–2013.